# Grace of Monaco (phim)
Grace of Monaco là bộ phim tiểu sử năm 2014 của Hoa Kỳ và Pháp nói về cuộc đời của Grace Kelly, do Olivier Dahan làm đạo diễn. Bộ phim có sự tham gia của Nicole Kidman trong vai chính. Các diễn viên phụ trong phim bao gồm Frank Langella, Parker Posey, Derek Jacobi, Paz Vega, Roger Ashton-Griffiths, Milo Ventimiglia, và Tim Roth.
Ban đầu được lên kế hoạch ra mắt vào cuối tháng 11 năm 2013, bộ phim sau đó bị lùi ngày phát hành sang 14 tháng 3 năm 2014, và cuối cùng bị hoãn chiếu vô thời hạn. Cuối cùng, phim được ra mắt tại Liên hoan phim Cannes 2014 và không nằm trong danh sách phim tranh giải tại liên hoan này.

## Cốt truyện
Grace of Monaco tập trung khai thác sự khủng hoảng của cựu ngôi sao Hollywood Grace Kelly trong hôn nhân và danh tiếng, trong thời điểm bất hòa xảy ra giữa Hoàng tử Rainier III của Monaco và Charles de Gaulle của Pháp năm 1962.

## Diễn viên
- Nicole Kidman trong vai Grace Kelly
- Tim Roth trong vai Rainier III, Hoàng tử của Monaco
- Frank Langella trong vai Cha Francis Tucker
- Parker Posey trong vai Madge Tivey-Faucon
- Milo Ventimiglia trong vai Rupert Allen
- Derek Jacobi trong vai Count Fernando D'Ailieres
- Paz Vega trong vai Maria Callas
- Geraldine Somerville trong vai Công chúa Antoinette, nam tước phu nhân của Massy
- Robert Lindsay trong vai Aristotle Onassis
- Nicholas Farrell trong vai Jean-Charles Rey
- Roger Ashton-Griffiths trong vai Alfred Hitchcock
- Jeanne Balibar trong vai Nữ bá tước Baciocchi
- Yves Jacques trong vai Ngài Delavenne
- Olivier Rabourdin trong vai Emile Pelletier
- Flora Nicholson trong vai Phyllis Blum
- Philip Delancy trong vai Robert McNamara
- Pascaline Crêvecoeur trong vai Người hầu trang phục cho Grace Kelly

## Phản hồi
Khi ra mắt tại Liên hoan phim Cannes, bộ phim nhận được hầu hết là phản hồi tiêu cực, trong đó nhà phê bình phim Peter Bradshaw của báo The Guardian gọi đây là "một bộ phim vô cảm đến kinh sợ". Bài bình luận của tạp chíThe Hollywood Reporter cho rằng "Loạt phim 'Shrek' phá vỡ truyền thống truyện cổ tích còn có ý nghĩa sâu sắc và thông minh hơn câu chuyện kinh khủng của cô gái nổi tiếng làm bằng sáp không cảm xúc này".